# Life's Too Short (canción)
«Life's Too Short» es un sencillo digital grabado por el grupo femenino surcoreano Aespa. Fue lanzado el 24 de junio de 2022 por SM Entertainment y Warner Records, como el segundo sencillo de prelanzamiento de la segunda extended play del grupo, Girls. Es la primera canción del grupo grabada completamente en inglés. Fue escrita por Uzoechi Emenike, Becky Hill y Sam Klempner, estando a cargo de la producción este último.

## Antecedentes y lanzamiento
El 19 de abril de 2022, se anunció que Aespa actuaría en el Festival de Música y Artes de Coachella Valley el 23 de abril, como parte de la exhibición de 88rising. Su lista de canciones incluía «Savage», «Next Level»,«Black Mamba» y una canción titulada «Life's Too Short», que se anunció como parte de su próximo lanzamiento. El 1 de junio de 2022, se publicó en las distintas cuentas de redes sociales del grupo un teaser que marcaba el lanzamiento de la segunda extended play de Aespa, Girls. También se reveló que el grupo lanzaría la versión en inglés de «Life's Too Short» como el segundo sencillo de prelanzamiento del EP el 24 de junio. La canción fue lanzada para descarga digital y transmisión el 24 de junio de 2022 por SM Entertainment y Warner Records.

### Promoción
El grupo debutó con «Life's Too Short» en el Festival de Coachella Valley el 23 de abril de 2022. Los días 26 y 27 de junio, Aespa interpretó la canción durante un concierto único titulado «Aespa Showcase Synk in LA». El grupo la promocionó también en el programa de medianoche estadounidense, Jimmy Kimmel Live!, el 29 de junio de 2022.

## Composición
«Life's Too Short» fue escrito por Uzoechi Emenike, Becky Hill y Sam Klempner, siendo producido por Kiempner. Musicalmente, la canción fue descrita como una canción pop, soft-pop y bubblegum pop de tempo medio con un riff de guitarra eléctrica.  La letra de la canción presenta una «aspiración positiva de disfrutar de una vida única en la vida como se desea sin remordimientos». «Life's Too Short» fue compuesta en clave de Do menor, con un tempo de 72 corcheas por minuto. Aespa afirmó que la canción es un recordatorio para que la gente se mantenga fiel a sí misma y que «la vida es demasiado corta para el odio».

## Lista de canciones
- Descarga digital, streaming[13]

1. «Life's Too Short (English Version» – 2:58
2. «Life's Too Short» (Instrumental) – 2:58

## Historial de lanzamientos
| País   | Fecha               | Versión | Formatos         | Discográfica(s)                 | Ref.   |
| ------ | ------------------- | ------- | ---------------- | ------------------------------- | ------ |
| Varios | 24 de junio de 2022 | Inglés  | Descarga digital | SM Entertainment Warner Records | [ 6 ]  |
| Varios | 8 de julio de 2022  | Coreano | Descarga digital | SM Entertainment                | [ 14 ] |